# Helius melanophallus
Helius melanophallus är en tvåvingeart som beskrevs av Alexander 1938. Helius melanophallus ingår i släktet Helius, och familjen småharkrankar.
Artens utbredningsområde är Ecuador. Inga underarter finns listade i Catalogue of Life.